# Куртеши, Ильяз
Ильяз Куртеши (алб. Ilaz Kurteshi; 15 марта 1927 года, с. Нижнее Любине, близ Призрена, Королевство сербов, хорватов и словенцев — 13 февраля 2016 года, Приштина, Республика Косово) — югославский и косовский партийный и государственный деятель албанского происхождения. Председатель Президиума ЦК Союза коммунистов Косово (1983–1984).

## Биография
Участник Народно-освободительной войны в Югославии.
Окончил Высшую школу политических наук в Белграде. Член Коммунистической партии Югославии с 1949 г.
Трудовую деятельность начал рабочим на комбинате «Трепча», избирался президентом совета трудящихся, совета директоров и секретарем Союза коммунистов. Занимал должности вице-президента и президента палаты профсоюзов, председателем организационного комитета, организационным секретарем регионального Союза коммунистов, работал в Центральном комитете Союза коммунистов Сербии.
Избирался депутатом областной Народной Скупщины Косова, Народной скупщины Социалистической Республики Сербии и Союзной скупщины СФРЮ. На восьмом съезде СКЮ был избран членом Контрольной комиссии Союза коммунистов Югославии. Позднее становится членом Центрального комитета Союза коммунистов Югославии.
В 1969—1974 гг. — председатель Народной Скупщины Социалистического автономного края Косово. С мая 1983 по март 1984 г. — председатель Президиума ЦК Союза коммунистов Косово.
Внес вклад в создание Приштинского университета, телевидения и радио Приштины, Национальной и университетской библиотеки Косово, Академии наук и искусства Косово и Албанского института.
Входил в состав делегации Косово на переговорах в Рамбуйе в 1999 году.
Избирался президентом Ассоциации пенсионеров Косово.